# Krokodillegade
Krokodillegade er en gade i kvarteret Nyboder i Indre By i København, der ligger mellem Store Kongensgade og Øster Voldgade. Gaden er opkaldt efter dyret krokodille og udgør en del af en række gader i kvarteret med dyrenavne.
Gaden er belagt med brosten på stykket mellem Store Kongensgade og Kronprinsessegade. Langs den sydlige side ligger der klassiske gule toetages Nyboder-huse, der blev opført af C.F. Harsdorff i slutningen af 1780'erne, hvor Nyboder blev udvidet nordpå. På den nordlige side støder Svanegade og Vildandegade op til gaden med tilsvarende huse, hvis gavle vender ud mod Krokodillegade. For enden af gaden ved Øster Voldgade ligger en trekantet plads mellem de to gader og Kronprinsessegade med en statue af kong Christian 4., der opførte de første dele af Nyboder i 1630'erne og 1640'erne.